# Dušan Pešić
Dušan Pešić (cyr.: Душан Пешић, ur. 26 kwietnia 1955 w Kruševacu) – serbski piłkarz występujący na pozycji napastnika. Reprezentant Jugosławii.

## Kariera klubowa
Pešić karierę rozpoczynał w sezonie 1975/1976 w drugoligowym Napredaku Kruševac. W debiutanckim sezonie awansował z nim do pierwszej ligi. W kolejnym spadł jednak z powrotem do drugiej, ale w sezonie 1977/1978 ponownie awansował do pierwszej. W 1980 roku odszedł do innego pierwszoligowca, Hajduka Split. W sezonach 1980/1981 oraz 1982/1983 wywalczył z nim wicemistrzostwo Jugosławii, a w sezonie 1983/1984 Puchar Jugosławii.
W 1984 roku Pešić przeszedł do tureckiego Fenerbahçe SK. W sezonie 1984/1985 zdobył z nim mistrzostwo Turcji. Graczem Fenerbahçe był przez cztery sezony. Następnie, przez jeden sezon występował w Sakaryasporze, a potem zakończył karierę.

## Kariera reprezentacyjna
W reprezentacji Jugosławii Pešić zadebiutował 30 marca 1980 w wygranym 2:0 meczu Pucharu Bałkanów z Rumunią. W tym samym roku został powołany do kadry na Letnie Igrzyska Olimpijskie, zakończone przez Jugosławię na 4. miejscu. W latach 1980–1983 w drużynie narodowej rozegrał 4 spotkania.